# The Big Express
The Big Express è il settimo album in studio del gruppo rock britannico degli XTC, pubblicato il 15 ottobre 1984 dalla Virgin Records. È un concept album autobiografico ispirato alla città natale della band, Swindon, e al suo sistema ferroviario, gli Swindon Works. Rispetto al suo predecessore Mummer (1983), che aveva un approccio produttivo piuttosto modesto con testi e musiche pastorali e bucolici, l'album presenta un suono più brillante ed energico caratterizzato da una capillare sperimentazione in studio e arrangiamenti più densi, creando un modello che avrebbero sviluppato negli album successivi.
Gli XTC produssero l'album insieme al proprietario dei Crescent Studios David Lord con un budget superiore a 75.000 sterline (la cifra equivalente, rivalutata nel 2018 è di 240.000 sterline). Come nel caso di Mummer, Pete Phipps della Glitter Band è stato assunto come batterista per la band durante le session di registrazione, avvenute durante la primavera del 1984. Hanno continuato ad estendere il loro utilizzo di colori esotici, incorporando strumenti come il LinnDrum, l'eufonio e l'E-mu Emulator per la prima volta nella realizzazione di un loro lavoro. Gran parte dell'album mise in mostra le influenze della band dal rock psichedelico grazie alla sua dipendenza dal Mellotron, una tastiera di campionamento basata sul nastro magnetico, popolare negli anni '60 e '70, ed effetti come il backwards echo e il phasing. Il titolo venne scelto per il suo doppio significato riguardante il treno espresso e l'espressione artistica.
Il singolo principale, All You Pretty Girls ha raggiunto il numero 55 nelle classifiche di vendita britanniche e il suo video musicale è costato 33.000 sterline per la produzione. The Big Express godette di poche recensioni critiche e ha venduto meno copie di Mummer. Raggiunse il numero 38 nella classifica degli album del Regno Unito e il numero 178 (su 200 posizioni complessive) nella classifica statunitense di Billboard. Alcuni critici contemporanei rilevarono che la sua musica soffriva di eccesso negli arrangiamenti e nella produzione e di una certa mancanza di effetti dinamici. Negli anni successivi, il disco venne rivalutato e descritto come «estremamente influente», un punto di svolta importante nella storia del gruppo dopo il relativo insuccesso dell'album precedente. La rock band giapponese Seagull Screaming Kiss Her Kiss Her ha preso il nome dalla traccia dell'album con il titolo simile.

## Retroscena iniziali

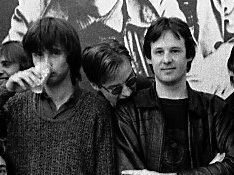
Gli XTC nel 1980. Da sinistra: Colin Moulding, Andy Partridge e Dave Gregory.

Il precedente album degli XTC, Mummer, è stato il loro primo lavoro in studio dopo che Partridge annunciò il ritiro dalle esibizioni dal vivo nel 1982. È stato pubblicato nell'agosto 1983 dopo diversi mesi di ritardo a causa di divergenze creative del gruppo con il produttore Steve Nye e la Virgin Records ed è diventato l'album del gruppo che ha avuto le vendite più basse fino ad oggi. Praticamente ogni recensione contemporanea dell'album ha accusato la band di non essere entrata in contatto con il clima della musica contemporanea. Il bassista Colin Moulding pensava che «quando tornammo dall'America dopo il nostro tour interrotto del 1982 [...] gruppi come gli Spandau Ballet si erano fatte notare sulla scena; stavano arrivando nuove realtà musicali e non c'era più posto per noi.» Insoddisfatto dell'acuirsi del periodo di crisi della loro carriera, il batterista Terry Chambers lasciò il gruppo all'inizio delle sessioni di Mummer per prendersi cura della moglie e del suo bambino appena nato in Australia.
Nel frattempo, il chitarrista e cantante Andy Partridge produsse l'album di Peter Blegvad The Naked Shakespeare (1983). Partridge ha affermato che i suoi servigi sono stati richiesti in parte perché Blegvad inizialmente diede credito alle voci di corridoio che volevano Partridge morto nel 1982. Ha riassunto i suoi sentimenti in quel momento: «Stiamo per fare un altro [album] che probabilmente non venderà molto bene, e la Virgin si sta stufando di noi e sta iniziando a lamentarsi di non continuare potenzialmente con noi [...] Ero davvero confuso su ciò che avrei dovuto fare.» Immediatamente dopo Mummer, dichiarò che pensava che il prossimo album avrebbe avuto un suono più Rhythm & Blues e che la band era «consapevole di voler allontanarsi dallo stile» dei loro due precedenti album, e disse inoltre che «Non credo che ascolterai nessuna chitarra acustica questa volta, o cose particolarmente elaborate.» Anni dopo, ha riflettuto sul fatto che il brano Funk Pop a Roll di Mummer potrebbe essere considerato «la prima vera traccia di The Big Express».
Alla fine del 1983, gli XTC pubblicarono il singolo natalizio Thanks for Christmas con lo pseudonimo di Three Wise Men. È stato prodotto da David Lord, proprietario dei Crescent Studios di Bath, che ha impressionato il gruppo con la storia che aveva rifiutato anni prima un'offerta per organizzare la produzione di She's Leaving Home dei Beatles (1967). Ha incontrato Partridge mentre lavorava come ingegnere del suono in The Naked Shakespeare. Secondo il biografo Neville Farmer, Lord era «mille miglia lontano dal mondo degli XTC», avendo rifiutato l'offerta dei Beatles perché credeva che loro non fossero musicisti seri, però inizialmente «aveva fatto una profonda impressione su Andy, che prima di allora non aveva mai avuto un guru musicale. David Lord poteva reggere il confronto in qualsiasi conversazione riguardante la musica e suscitare gli interessi di Andy in aree musicali sino allora inesplorate.» Da principio comunque il feeling tra di loro non si era sviluppato e Partridge dichiarò inizialmente che non era in grado di relazionarsi con Lord a livello musicale. Gli XTC negoziarono successivamente un accordo che permetteva loro di sviluppare tutte le idee che volevano nel loro prossimo album in studio. Nell'aprile del 1984, a circa un mese dall'inizio delle session del nuovo album, il gruppo venne a sapere che l'ex manager Ian Reid aveva ricevuto una cartella esattoriale riguardante l'imposta sul valore aggiunto dall'importo eccezionale di diverse centinaia di migliaia di sterline, e hanno immediatamente avviato un contenzioso che sarebbe durato per i prossimi cinque anni.

## Concezione e produzione

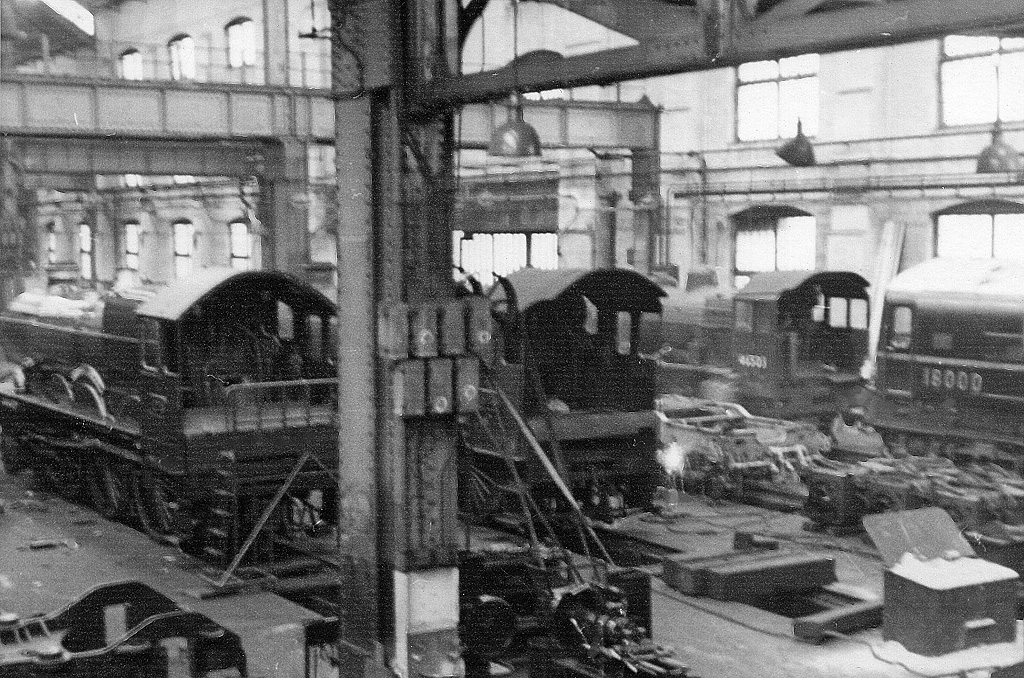
La chiusura imminente degli Swindon Works ha fatto da sfondo al disco.

Le intenzioni iniziali per The Big Express erano quelle di «lasciare che la musica avesse un aspetto più chiassoso» e che i testi fossero più mondani. Per il titolo dell'album, Partridge voleva qualcosa che ricordasse la sua città dove aveva passato l'infanzia, Swindon, che era ben nota per le sue ferrovie, la Swindon Works. Tra i molti titoli di lavorazione ricordiamo Coalface, Head of Steam, Shaking Skin House, Bastard Son of Hard Blue Rayhead, The Known World, Bull with the Golden Guts, Mindless Sax and Violins e Under the Rusting North Star. Il titolo venne scelto per il suo doppio significato riguardante il treno espresso e l'espressione artistica. Partridge immaginava il disco come «di genere pop industriale. Proveniamo da una città ferroviaria, e io ero nell'intenzione di affermare: "Bene, sguazziamo in quel genere; nelle immagini e nei suoni. Facciamo un album che è nello stesso tempo rustico e un po' arrugginito attorno ai bordi, in poche parole una specie di massiccio macchinario danneggiato vittoriano"». Ha detto che il disco «potrebbe essere un concept album sotterraneo» poiché la maggior parte, se non tutte le canzoni che lui e Moulding hanno scritto erano in qualche modo autobiografiche. Due avevano tendenze politiche (This World Over e Reign of Blows). La maggior parte dei brani di Partridge erano composti con la chitarra accordata sintetizzata aperta con le corde fissate sulla nota Mi.

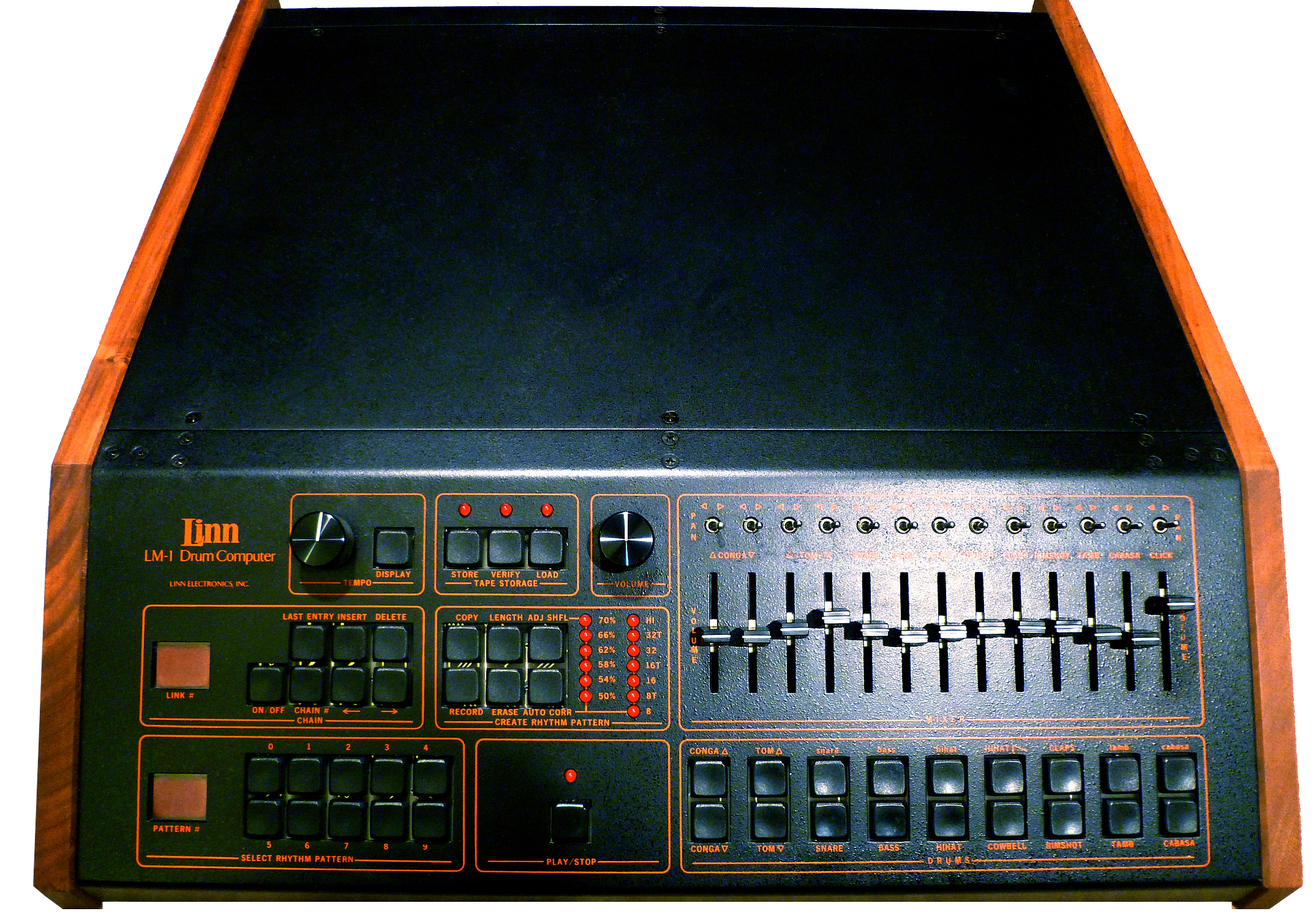
Le campionature del LinnDrum sono una caratteristica di spicco dell'album.

The Big Express è stato registrato con un budget di 75.000 sterline, che alla fine arrivarono a 90.000 (equivalenti, rivalutati nel 2018, a 240.000 o 284.000 sterline), fissato su nastro magnetico a 24 tracce. Le sessioni di registrazione iniziarono nel marzo 1984 e terminarono nel luglio di quell'anno. Come nel caso di Mummer, Pete Phipps della Glitter Band venne assunto come batterista di sessione per la band, e il gruppo continuò a fare uso maggiore di strumenti esotici, come il Mellotron che avevano acquistato apposta per quell'album. Altri strumenti a tastiera includevano un Prophet-5, un Yamaha CP-80 e un Roland JX-3P di proprietà del chitarrista Dave Gregory. Alcuni brani dell'album sono stati registrati utilizzando una Drum machine Linn LM-1 e molto tempo venne dedicato alla sua programmazione. Moulding ha suonato un basso Wal che è stata una delle prime chitarre costruite con un circuito attivo, un componente che aumenta i toni alti a scapito dei toni bassi, che era popolare tra i musicisti degli anni '80. Ha usato il basso su circa quattro tracce e ha detto che forniva quel «suono mediocre e pungente che stavo cercando». I Tears for Fears, che stavano registrando Songs from the Big Chair (1985) in uno studio vicino nella zona dei Crescent Studios, prestò al gruppo un E-mu Emulator. Il musicista turnista Stuart Gordon venne introdotto come violinista. Alcune sovraincisioni furono registrati agli Odyssey Studios di Londra. Il missaggio è stato completato all'inizio di agosto dal produttore Phil Thornalley al RAK Studio Two; Lord lasciò il progetto un mese prima per adempiere a un contratto stipulato precedentemente con i The Europeans, una band britannica.
Il risultato finale ha restituito al gruppo un suono più luminoso ed energico con arrangiamenti più densi rispetto a qualsiasi altro album degli XTC. Dave Gregory rifletté: «Stavamo pensando: "Cos'altro possiamo mettere in questo brano?" - anche quando non c'era bisogno di aggiungere nulla. David Lord era cattivo come Andy per aver fatto le cose quando non avevano bisogno di rimescolare le carte in tavola». Inoltre, ricordò «un intero pomeriggio che ho trascorso cercando di trovare il suono giusto del hi-hat. È stato stupido e l'album manca di energia proprio per questo!» Moulding ha ritenuto che la registrazione non fosse un'esperienza piacevole: «È stato semplicemente troppo analitico. Andy tende ad analizzare nei minimi dettagli. Ascolteremmo tutti i bassi per vedere se avevano qualche sensazione!» Lo descrisse come «l'album del LinnDrum» e hanno aggiunto di aver smesso di «suonare come una autentica band» a causa della pressoché totale dipendenza dalle sovraincisioni. In alcune parti dell'album, Partridge scherzosamente si riferiva come l'unica volta in cui il gruppo venne colpito da una produzione stereotipata sullo stile degli anni '80.
Dal punto di vista di Partridge, le influenze psichedeliche del gruppo «stavano fuoriuscendo» attraverso l'uso del Mellotron, il phasing e il «backwards echo suonato un po' così-così». Una delle canzoni che scrisse in quel periodo era Your Gold Dress, qualcosa che riteneva potesse essere elaborato nello stile psichedelico degli anni '60, un'idea che Partridge avrebbe presto esplorato con il progetto secondario dei The Dukes of Stratosphear. Moulding dal canto suo offrì una sua nuova composizione, la canzone Shiny Cage, ma venne in un primo momento respinta dalla band, disse Partridge, «perché era troppo somigliante ai Beatles sciocchini, era come fosse tutto Revolver frantumato in un solo brano.» Sarebbe stato successivamente utilizzato nel secondo album dei Dukes of Stratosphear.

## Brani dell'album originale

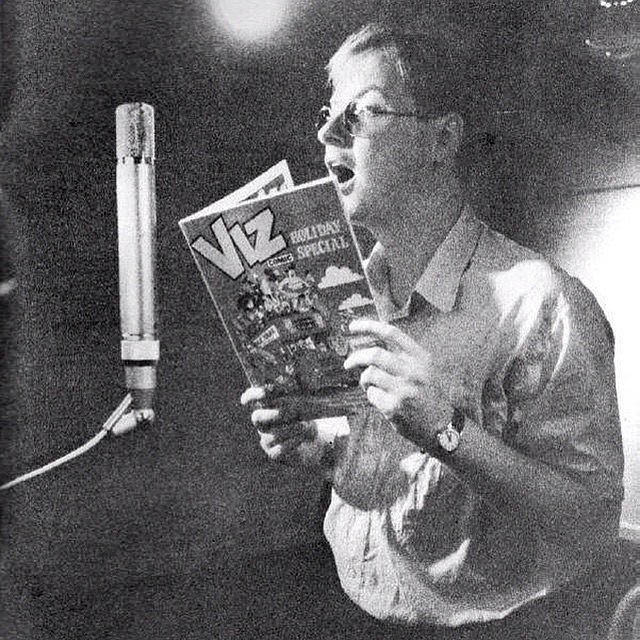
Andy Partridge (qui fotografato nel 1988) ha composto e cantato nove degli undici brani dell'album.

Partridge ha scritto tutte le canzoni dell'album, con le sole eccezioni di Wake Up e I Remember the Sun, che sono state scritte da Moulding.

### Lato A

#### Wake Up
Wake Up (Svegliati), apre l'album con chitarre e pianoforte suonate in rapida successione seguite da un coro che proclama "chi se ne importa, potresti essere morto". Dave Gregory commentò così l'incipit del brano: «Amiamo le introduzioni confuse: i dischi che iniziano con un riff nudo senza batteria. E poi quando la batteria entra, o l'intero gruppo entra, ti lancia completamente in orbita». Per scrivere la canzone, il modello venne stabilito con un accordo a tre note di pianoforte, in seguito sovrainciso con due riff di chitarra: «La traccia non è stata realmente incisa fino a quando David Lord non ebbe l'idea di reclutare Annie Huchrak, una ragazza del luogo che, entrata nello studio di registrazione, ha declamato, quasi sussurrandolo, il "coro esortazione del titolo", ripetuto poi quasi all'infinito». In quell'occasione, fu lo stesso Lord ad arrangiare e fare il tecnico del suono per l'intervento vocale della Huchrak, poiché l'ingegnere del suono, Phil Thornalley, in quel momento non era disponibile.

#### All You Pretty Girls
All You Pretty Girls (Tutte voi belle ragazze) è una sorta di canto marinaresco incentrato sulle donne. Secondo Partridge, la canzone è nata mentre stava «suonando un po' in giro, strimpellando qualche cosa di Hendrix [...] Stavo solo eseguendo questa piccola cosa a due note, quasi alla maniera di Hendrix, e mi piaceva la melodia intrinseca in essa. Sembrava una vecchia melodia folk molto arcaica.» Con l'eccezione dell'apertura, tutti i suoni di batteria nella registrazione sono stati prodotti con il LinnDrum, mentre i suoni del coro erano campionature del Mellotron riprodotto da un altoparlante dentro un secchio incendiato. Sul testo della canzone, disse che sebbene «non fosse del tutto autobiografico, nella realtà fantasticavo sul fatto che io stesso fossi mio padre, sull'essere appartenente alla Marina.» All'inizio del video musicale del brano, il più costoso dell'intera storia del gruppo, si vede infatti Partridge vestito da marinaio aggrappato alle corde che tendono le vele di una nave.

#### Shake You Donkey Up
Shake You Donkey Up (tradotto letteralmente: Scuoti la tua scimmia) è un Hoedown (danza folk americana) il cui narratore viene ritratto alla stregua di un amante reietto. Sebbene il testo appaia senza senso, si tratta di una sorta di una riflessione autobiografica su «atteggiamenti non illuminati sulle donne [...] come madri da opprimere o fidanzate che si ubriacano e ti aggrediscono.» A livello musicale, oltre all'effetto caratteristico dello schiocco di frusta che riecheggia in maniera piuttosto ossessiva lungo tutto l'arco del brano, Partridge ordinò a Moulding di suonare il basso come nella canzone del 1972 Troglodyte (Cave Man) di Jimmy Castor Bunch, «una fantastica linea di basso sgretolata. Quindi è un omaggio a Jimmy, una sorta di memoria recuperata.» Ha anche citato tra le influenze musicali della canzone Sure 'Nuff'n'Yes I Do di Captain Beefheart tratto dal suo album del 1967 Safe as Milk. Pete Phipps suonò una batteria composta interamente da secchi e vassoi.

#### Seagulls Screaming Kiss Her Kiss Her
Seagulls Screaming Kiss Her Kiss Her (I gabbiani gridano baciala, baciala) è un altro brano dell'album a tema balneare. Lo spunto è germogliato da un riff di pianoforte trovato durante le sessioni di registrazione del 1981 per l'album English Settlement e successivamente composto sul Mellotron della band usando soltanto tre dita per suonarlo. Partridge ha commentato la sua struttura insolita "sognante" e ha ricordato di avere in mente la canzone di Joe Cocker del 1971 Marjorine quando la scrisse. Disse che il testo del brano probabilmente riguardava l'allora fidanzata dell'artista Roy Lichtenstein, Erica Wexler, che sarebbe in seguito diventata la seconda moglie di Partridge dopo il divorzio dalla prima moglie, Marianne Wyborn. Il cantante incontrò la Wexler alla prima proiezione americana del film Times Square del 1980 e ha ricordato: «Non volevo pensarlo come amore a prima vista, perché mi ero appena sposato da qualcosa come sei mesi, quindi era un po' doloroso, sai? Era come dire "Accidenti! Sono sposato!"» Steve Saunders, noto per il suo lavoro con Michael Nyman, ha suonato l'assolo di eufonio della canzone.

#### This World Over
Il brano che chiude il primo lato, This World Over (Questo mondo finito), uno dei vertici assoluti dell'album, è una canzone di protesta a forma di ballata che si scaglia contro l'uso di armi nucleari, composto come reazione ai recenti discorsi di Ronald Reagan, che hanno scatenato le paure di Partridge per un'altra guerra fredda. Di conseguenza: «Il mio primo figlio era in arrivo e io pensavo solo che, se sarei sopravvissuto, quanto sarebbe stato terribile dovergli dire com'era la vita, che una volta c'era un posto chiamato Londra ed era un posto fantastico ma non esiste più.» Una delle parti di chitarra è composta da una serie di note sostenute di feedback suonate attraverso un amplificatore Marshall. Gli «alti stratosferici rumori dell'ultimo verso», come li definì Partridge, sono armoniche di viola suonate dal musicista sessionman Stuart Gordon, che «tagliano gli archi in un punto armonico, molto fisicamente, e che è stato inserito in un [Roland] Chorus Echo. Glorioso, che ricorda gli uccelli e [...] altre grandi cose.» Tutte le percussioni a tamburo erano campionati.

### Lato B

#### (The Everyday Story of) Smalltown

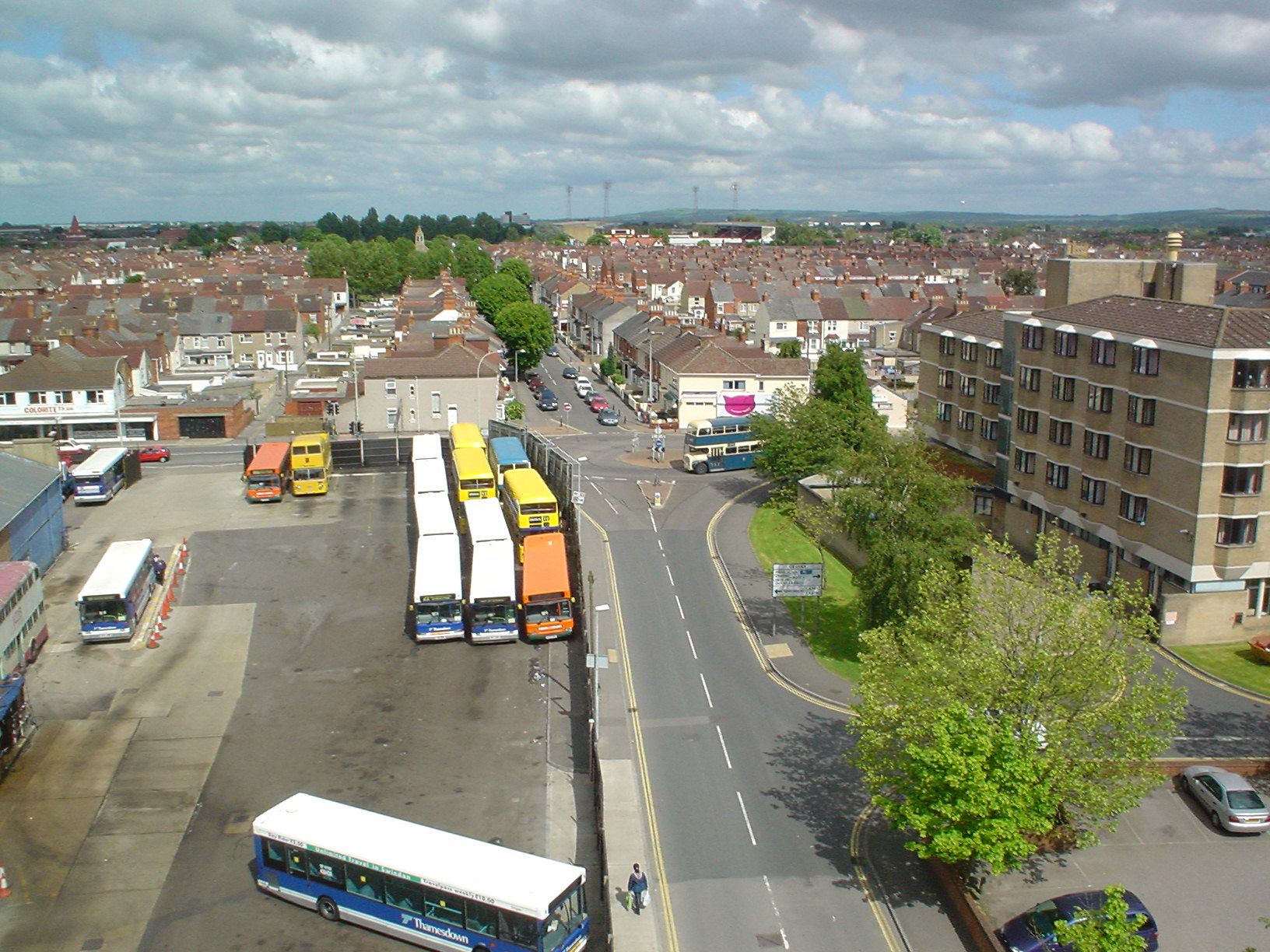
Una veduta di Swindon nel 2005.

Il brano che apre il secondo lato dell'album, (The Everyday Story of) Smalltown (La storia quotidiana di Smalltown dove il termine Smalltown può essere tradotto efficacemente anche come città di provincia) viene introdotto con i suoni del kazoo e della batteria. Partridge descrisse la canzone ispirata a Swindon come «totalmente autobiografica», con inclusa la menzione di un lattaio che a un certo momento «sollevò il piede dall'acceleratore. Mi svegliò una mattina e mi disse che dovevo comporre una canzone sanguigna.» La band utilizzò qui per la prima volta l'E-mu Emulator attraverso il suono campionato degli ottoni. Una delle linee di chitarra è stata ripresa dal brano Fixing a Hole (1967) dei Beatles. Dave Gregory era entusiasta della canzone e sperava che sarebbe stata pubblicata come singolo, ma in seguito dovette ricredersi nel sostenere di essere stato «ingannato da un missaggio pessimo». Ha detto: «Il grande finale della canzone presenta una delle tecniche di composizione preferiti di Andy, la sovrapposizione di temi vocali e strumentali precedenti come contrappunto al coro principale. Si confonde in uno stile canonico esultante, in dissolvenza ordinaria nell'introduzione languida della chitarra a I Bought Myself A Liarbird ed è un bel momento.»

#### I Bought Myself a Liarbird
Nel brano I Bought Myself a Liarbird il gruppo si rivolge direttamente e in maniera piuttosto esplicita a Ian Reid, ex manager della band. Il titolo, che nella traduzione piuttosto letterale si può rendere pressappoco come Mi sono comprato un uccello bugiardo, è un gioco di parole tra i termini inglesi di Liarbird (significante appunto "uccello bugiardo") e il Lyrebird, una specie di uccello australiano. In Song Stories, la biografia del gruppo pubblicata nel 1998, la voce sulla canzone che il libro gli dedica afferma semplicemente: «A causa di un accordo legale con il loro precedente management, gli XTC non sono in grado di discutere il contenuto lirico di questa canzone!». Il brano a livello musicale è molto ritmato, in certi punti in modo quasi tribale, dominato dalle percussioni che danno maggior significato alla virulenza del testo, che ha per tema base l'affermazione «Tutto ciò che avrebbe detto è: "Posso renderti famoso"» ripetuta in maniera quasi ossessiva. Il protagonista della canzone, in un pomeriggio tipico invernale britannico, si lascia andare a considerazioni molto sarcastiche sul mondo del business musicale: in un verso molto difficilmente traducibile lui si compra un blocco per appunti e affila la sua chitarra verificando se questo "affare" sia altrettanto "bongo", ossia vantaggioso, per "l'uccello bugiardo"; qui Partridge fa un chiarissimo riferimento al suo ruolo di compositore ed esecutore del gruppo, costretto a guardare all'aspetto economico a discapito dell'aspetto puramente artistico. Inoltre, cita esplicitamente tematiche religiose (la Bibbia, il libretto di preghiere) con cose terrene piuttosto futili (la custodia interna per i dischi, il sacchetto di Corn flakes). L'uccello bugiardo a un certo punto diventa «un cuculo, ampliato e riempito con tutto ciò che ti ho dato» e quindi diventa «una grande mistificazione, troppo avido»: a un certo punto «il ramo si romperà» e scoprirà che «è realmente incapace di volare da solo». Presentatosi con in mano un paio di bibite gratis promettendo fama e ricchezza e giurando di essere familiare, in realtà sarà destinato presto a dissolversi con le sue bugie che «cadono come pioggia in un tipico pomeriggio invernale inglese». Alla fine, secondo Partridge, «con un paio di drink gratuiti in meno adesso sento la verità risplendere come il sole».

#### Reign of Blows (Vote No Violence!)
Il secondo brano dell'album (dopo This World Over) che tratta apertamente di tematiche politiche, Reign of Blows (tradotto liberamente come Regni di venti ma anche Regni in dissolvenza, con un vago riferimento ai colpi di stato, unito all'esortazione del sottotitolo di votare no alla violenza), secondo Partridge, «parla di certi regimi totalitari violenti», e così decise nel canto di distorcere la sua voce attraverso un amplificatore «per sembrare molto aggressivo». Quell'effetto non venne apprezzato dagli altri componenti del gruppo, Moulding e Gregory, e la Virgin si mostrò apertamente contraria a includere quella traccia nella tracklist dell'album. Gregory suppose che ciò fosse dovuto al fatto che i testi potevano essere percepiti come "anti-americani". La strumentazione includeva chitarra distorta e armonica a bocca, una chitarra accordata aperta sul Mi (nota di riferimento dell'intero album) suonata nello stile di Keith Richards e numerose sovraincisioni del violino suonato da Stuart Gordon.

#### You're the Wish You Are I Had
You're the Wish You Are I Had (Sei il desiderio sei ciò che ho avuto) contiene un testo che potrebbe riguardare un personaggio che «ha perso la testa» per una donna, probabilmente come conseguenza di una relazione. Era un'altra canzone sulla Wexler, «e probabilmente anche alcune fidanzate precedenti», ha detto Partridge. Ha paragonato il ritornello a una delle canzoni di Paul McCartney, Getting Better dell'album Sgt. Pepper's Lonely Hearts Club Band (1967): «All'epoca stavo ancora lottando con questa influenza dei Beatles, che stava diventando sempre più grande in me e mi rifiutavo di riconoscerla.» In un'intervista del 1984, lo fece riconoscere la passione per «i pezzi suonati con il pianoforte martellante, su tutto, da I'm Waiting for the Man dei Velvet Underground, a cose che gruppi come i Beatles o i Rolling Stones hanno fatto in qualsiasi momento: adoro il pianoforte a banana.» Gregory disse che fu difficile elaborare la parte della tastiera, che include un versetto «davvero strano» con un «accordo di tipo do maggiore in settima.» Farmer scrisse: «Il rullante suona la parte dell'hi-hat, il basso suona una contromelodia, il chitarrista solista si piega e si contorce come Adrian Belew in un frullatore e i tasti di pianoforte suonati come una pianola da pub.»

#### I Remember the Sun
I Remember the Sun (Ricordo il sole) è il brano più tranquillo e rilassante dell'intero album ed è uno dei vertici compositivi di Colin Moulding. È stato ispirato dal ricordo di Moulding di un bullo della sua giovinezza, di nome Chrissy Orral, che credeva che i nazisti stessero pianificando di invadere Swindon. Partridge disse che il sole del titolo «riguardava i campi su cui [Colin] e io giocavamo, vicino alla contea di Penhill.» Moulding ricordò: «Quel pezzo di terra desolata era immensamente evocativo nella mia immaginazione. Mia mamma odiava farmi il bagno, quindi ricordo il sole perché mi era permesso uscire solo quando c'era il sole. Il sole era il re.» A livello musicale, originariamente si pensava che la canzone fosse più orientata al rock classico, ma poiché non era sicuro di quale direzione avrebbe preso l'accordo, la traccia finale uscì leggermente "jazzata", che Partridge caratterizzò come «il posto dove ti rechi quando lo stai cercando».

#### Train Running Low on Soul Coal
Il brano di chiusura dell'album, Train Running Low on Soul Coal (Treno a corto di carbone che scorre lento) è stata anche la prima canzone scritta da Partridge appositamente per quel lavoro. Ha negato di essere stato ispirato dalla canzone Last of the Steam-Powered Trains (1968) dei Kinks, spiegando che il brano era in realtà ispirato a Can't You Hear Me Knocking dei Rolling Stones (1971), dichiarando inoltre che non aveva ascoltato sino a quel momento nessun album dei Kinks fino a diversi anni dopo. Partridge ha definito l'ultimo brano «forse una delle canzoni più autobiografiche che io abbia mai scritto. Immagino di essere io stesso il treno e sono preoccupato di perdere la mia ispirazione, sono preoccupato di vaporizzare il mio interesse per tutto l'intero processo creativo degli XTC». Il testo afferma: «Sono un cucciolo di trent'anni che fa ciò che mi viene ordinato e mi viene detto che non c'è più carbone per i motori più vecchi.» Il verso «coppia di carrozze vuote» è un possibile riferimento al duo Moulding e Gregory. Per la traccia vennero usate il Backwards echo e tre chitarre a dodici corde. La canzone termina con suoni campionati che ricordano la fermata piuttosto brusca di un treno, mentre il suo inizio è l'esatto contrario, ossia la rappresentazione sonora piuttosto netta e frastagliata della partenza del convoglio.

## Altri brani
Prima e durante le session di registrazione, altre canzoni furono prodotte ma non vennero incluse nell'album.

### Il singolo natalizio del 1983

#### Thanks for Christmas
Il singolo natalizio del 1983 registrato col nome fittizio di The Three Wise Men, e firmato dai tre componenti del gruppo come i tre Re Magi (Gaspare, Melchiorre e Baldassarre), Thanks for Christmas, è stata una nuova canzone registrata per testare il potenziale di Lord come produttore della band alcune settimane prima dell'inizio delle sessioni di registrazione. Secondo Partridge, «Mi piace l'idea della musica scritta e cantata in forma anonima, e pensavo di mettere insieme una canzone e poi trovare un pretesto per registrarla.» Il brano è degno di nota poiché è l'unico dell'intero catalogo della band in cui Partridge e Moulding cantano insieme come voci soliste. Inizialmente, il gruppo voleva definirsi "The Virgin Mary", ma l'etichetta discografica si oppose fermamente.

#### Countdown to Christmas Party Time
Un'altra canzone del singolo natalizio, Countdown to Christmas Party Time, è stata registrata e inserita nel lato B. Partridge descrisse quel brano come «un assolutamente stupidissimo funky che scimmiotta Michael Jackson o qualcosa del genere.» Erica Wexler ha contribuito con il supporto vocale e David Lord è accreditato sulla copertina del disco come "The Good Lord". I due brani vennero inseriti su CD nell'antologia di rarità, demo e versioni alternative Rag & Bone Buffet: Rare Cuts & Leftovers del 1990.

### Brani non inclusi nell'album
Durante le session di registrazione, vennero registrati altri tre brani che però non vennero inclusi nella tracklist definitiva dell'album e furono retrocessi come lati B nei singoli.

#### Red Brick Dream
Red Brick Dream è una poesia originale sulle Great Western Railway. Partridge lo mise in musica dopo che gli fu commissionato di scrivere una canzone per un documentario su Swindon. Nel film, viene mostrato mentre esegue la canzone a Crescent.

#### Washaway
Washaway era un'altra canzone di Moulding che parlava dell'adolescenza a Penhill e fu tra l'altro il primo brano che lui scrisse su una tastiera. Ha detto: «Il tema riguarda quelle persone che svolgono i loro affari ma non sono dove dovrebbero essere, vale a dire essere a scuola.» Nel testo del brano c'è un ennesimo gioco di parole sui termini Washerette (una contrazione di difficilissima traduzione della parola del titolo, che significa "lavare via"), e Launderette che è la lavanderia a gettone.

#### Blue Overall
Blue Overall ha visto Partridge attingere alla riconfigurazione della musica blues dei Led Zeppelin come era suonata originariamente da musicisti di colore. Il testo è un commento piuttosto sarcastico a quei critici che criticano i «ragazzi bianchi» per aver cantato il blues «e gli squali derubati che infestano le acque torbide della musica.» Questi brani in seguito vennero inclusi come bonus tracks nella versione in CD dell'album.

## Realizzazione

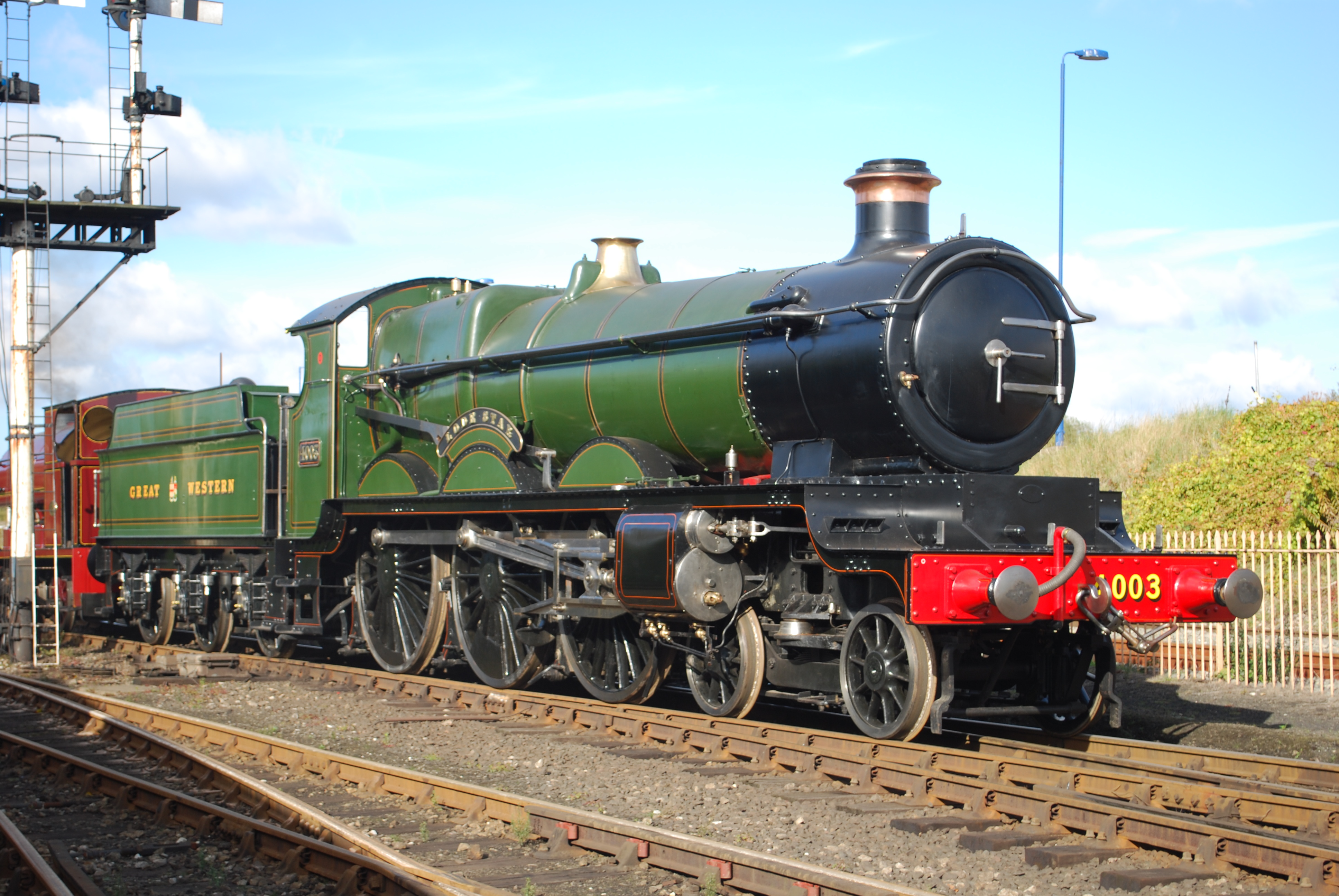
Nella custodia interna del disco di The Big Express venne raffigurata una locomotiva Lode Star.

The Big Express venne pubblicato il 15 ottobre 1984. Vennero editati tre singoli dall'album, All You Pretty Girls, pubblicato precedentemente il 3 settembre 1984, che raggiunse la posizione numero 55 nella classifica del Regno Unito, e successivamente This World Over, pubblicato il 29 ottobre 1984, e infine Wake Up editato il 28 gennaio 1985. Tutti i tre singoli nei loro lati B ebbero tre brani che non vennero inclusi nell'album: Red Brick Dream (composto da Partridge) per il primo brano, stampato in formato maxi a 12 pollici; nel singolo di All You Pretty Girls stampato in formato a 7 pollici venne incluso il brano Washaway, composto da Moulding. Infine, Blue Overall (composto da Partridge) era il secondo lato di This World Over, sempre stampato in formato a 7 pollici. Per quanto riguarda il terzo singolo, Wake Up, invece non vi venne incluso nessun altro brano e quella pubblicazione raggiunse la posizione 92 della classifica dei singoli del Regno Unito.
La Virgin Records investì 33.000 sterline nel video musicale per il singolo principale, All You Pretty Girls, che fu il video più costoso dell'intera storia del gruppo, e per rifarsi delle perdite subite, l'etichetta discografica tentò di richiedere ai membri della band di rimborsare l'intera somma investita. Le prime stampe del vinile furono contenute in una copertina circolare come omaggio al brano Nut Gone Flake degli  Small Faces (1968). Per la copertina dell'album si usò il particolare del rotore di una locomotiva mentre per il retro della copertina e nella custodia interna del disco, i membri del gruppo furono fotografati in abiti da lavoro della Great Western Railway sulla pedana del treno Lode Star conservato presso il Museo Ferroviario di Swindon. Per lanciare l'album, gli XTC apparvero sul programma Play at Home dell'emittente Channel Four eseguendo una versione acustica di Train Running Low on Soul Coal. Sebbene l'LP abbia raggiunto una posizione più alta rispetto a Mummer, vendette un numero inferiore di copie. L'album ha trascorso due settimane nelle classifiche di vendita del Regno Unito, raggiungendo il numero 38. Negli Stati Uniti, l'album ha trascorso sette settimane nelle classifiche degli album della Billboard e raggiunse la sua massima posizione (la numero 178) nel dicembre 1984. Nel mese precedente, l'album entrò nella classifica svedese, dove raggiunse la posizione numero 31.
A poche settimane dall'uscita dell'album, le finanze della band si esaurirono e ulteriori pagamenti di anticipi e royalties furono congelati a causa del contenzioso instaurato con il loro manager Ian Reid, costringendo il gruppo a contare su prestiti a breve termine dalla Virgin. Partridge ha quindi ideato un progetto a basso costo in cui il gruppo ha adottato pseudonimi e registrato diverse canzoni fedeli allo stile della psichedelia degli anni '60. Il prodotto finale, 25 O'Clock (1985), fu pubblicizzato come una raccolta di registrazioni da una band più antica chiamata The Dukes of Stratosphear. 25 O'Clock alla fine vendette il doppio delle copie di The Big Express, anche prima che l'identità dei Dukes fosse resa pubblica. Il secondo e ultimo album dei Dukes, Psonic Psunspot (1987), includeva Shiny Cage, la canzone composta da Moulding precedentemente respinta per The Big Express.

## Accoglienza critica

### Contemporanea
The Big Express venne accolto dalla critica poco favorevolmente, specialmente negli Stati Uniti. Un recensore anonimo del periodico New Music Report scrisse che l'album era «prevalentemente brillante» e ha espresso la speranza che la band ottenga il successo e il riconoscimento che «si meritano in pieno.» Ken Richardson di Stereo Review descrisse l'album come un «capolavoro trascurato» mentre Rick Miller di The Spectator nella sua recensione a tutta pagina lo descrisse come «il disco più emozionante che ho sentito da diversi anni e non lo raccomando a nessuno». Ha suggerito inoltre che, nel 2084, gli XTC sarebbero stati acclamati tanto quanto i Beatles.
Scrivendo per The Village Voice, Robert Christgau assegnò all'album una votazione in scala B e ha raccomandato al gruppo di scriverci un musical, «Il che li farebbe riportare al giusto grado qualitativo ed essere la pubblicità migliore per i treni a vapore dai tempi di Ray Davies.» Bernward Meier del periodico musicale tedesco Musik Express tedesco ha assegnato all'album la perfezione elogiandone la musica come un sapiente equilibrio tra canzoni per bambini, "hard blues", melodie sincopate e psichedelia, mettendo in evidenza This World Over come la sua «più bella» canzone. Nella rivista Smash Hits, lo scrittore ospite Morrissey ha scritto una recensione del singolo pubblicato successivamente all'album, This World Over, in cui afferma che «gli XTC sono usciti dalle macchinazioni dell'industria musicale e stanno registrando dischi migliori.»
Erica Wexler, allora recensore della rivista Musician, ha suggerito che «gli XTC non sono mai a corto di idee; il loro unico vero difetto è la propensione a raggrupparne troppe e tutte insieme. Ma in questo tempo di cliché degli stilemi del pop, prenderei i sensi del loro lavoro come straordinaria in qualsiasi momento. Spero solo che non siano ancora troppo avanti rispetto ai loro tempi.» Nel 1987, il musicista e scrittore Dave Bidini lo definì: «forse è l'album più umoristico degli XTC, una sorta di risposta non troppo divertente alle domande lasciate in sospeso in English Settlement […] Colin Moulding è diventato strano e filosofico e Andy Partridge sembra depresso; la direzione della band sembra offuscata.»

### Retrospettiva
| Recensione                    | Giudizio |
| ----------------------------- | -------- |
| AllMusic                      |          |
| Chicago Tribune               |          |
| Encyclopedia of Popular Music |          |
| The Rolling Stone Album Guide |          |

Negli anni successivi, Partridge disse: «Adoro The Big Express e nessuno lo menziona mai. Quello e Mummer sono i due dischi ignorati del gruppo.» Moulding considera l'album in modo meno favorevole. Secondo un giornalista del periodico Mojo, il tedio avuto della laboriosa programmazione dei modelli del LinnDrum «ha indebolito l'entusiasmo di Colin e Dave e ciò e accaduto anni prima che Dave potesse sopportare di ascoltare ancora il suo risultato elaborato ma rumoroso.» Gregory ha ricordato che la sua reazione immediata all'ascolto di Smalltown decenni dopo è stato «Accidenti, questo ha bisogno di un miscuglio!» Ha spiegato: «Ci sono molti dettagli musicali e verbali nella traccia, anche se molti di essi sono sepolti e sfocati, creando un'esperienza di ascolto piatta e non dinamica.»
Esaminando The Big Express per AllMusic, Chris Woodstra ha affermato che gli XTC hanno creato «il loro lavoro più minuzioso, dettagliato, multistrato e sonicamente dinamico», ottenendo «un album perfettamente coerente e divertente che inizia proprio dove finisce.» si è lamentato inoltre del fatto che l'album seguente, Skylarking del 1986 «ha ottenuto molta più gloria» mentre «questo è stato praticamente ignorato.» Dave Jennings di Louder Than War lo ha definito un «capolavoro [...] in una serie di album classici, innovativi e estremamente influenti», mettendo in evidenza il brano Seagulls come «un motivo sufficiente per etichettare questo album come "classico".» La canzone ha ispirato il nome della band giapponese di noise rock Seagull Screaming Kiss Her Kiss Her.
Secondo J.R. Jones del Chicago Reader, le canzoni dell'album si classificano «come il miglior lavoro della band, ma la sua registrazione è come fosse appesantita dalla batteria di piombo.» Andrew Harrison di Q descrisse il disco come «un prodotto eccessivo» e «afflitto dal LinnDrum», mentre Greg Kot del Chicago Tribune ha dichiarato che gli XTC erano «nella loro forma più cinica e graffiante.» In un'intervista del 2016, il produttore di Skylarking Todd Rundgren ha affermato di avere anche contestato la mancanza di dinamiche su The Big Express, che credeva derivasse dalla tendenza di Partridge a riempire gli accordi con quante più idee possibili. La giornalista musicale Alexis Petridis ha indicato le tracce interrotte dell'album dei Blur Modern Life Is Rubbish (1993) come una delusione per chiunque «sia stato entusiasta di ascoltare le [loro] sessioni abbandonate con Andy Partridge degli XTC [...] loro suonano esattamente come ti aspetteresti [...] come gli XTC del brano (The Everyday Story of) Smalltown.» In Italia, Alessandro Nalon, in un articolo del periodico Ondarock lo definisce: Se Mummer è il suono della campagna inglese, allora The Big Express [...] è la città. Una città rugginosa, industriale e avvolta in una nebbia decadente. La sterzata a livello sonoro è netta: le chitarre elettriche tornano prepotenti, ma sono asciugate dalla distorsione e rigorosamente ritmiche; [...] la drum machine compare in più occasioni e le tastiere, ove presenti, marcano un ritorno a un suono tipicamente new wave. Un'evoluzione sonora simile a quella della parentesi del Julian Cope soul e patinato di fine anni 80.»

## Versioni demo, radiofoniche e nastri multitraccia persi
Le compilation degli XTC che presentano versioni inedite relativi ai brani dell'album includono Drums and Wireless (con le versioni di Seagulls Screaming Kiss Her Kiss Her e You're the Wish You're I Had registrate nel 1984 per la radio della BBC) e Coat of Many Cupboards (con le versioni demo casalinghe di All You Pretty Girls e Wake Up). La serie Fuzzy Warbles di Partridge includeva demo di I Bought Myself A Liarbird (volume uno), You're the Wish You're I Had (volume due), Countdown to Christmas Party Time (volume quattro), (The Everyday Story of) Smalltown (volume cinque), Seagulls Screaming Kiss Her Kiss Her (volume sette), Shake You Donkey Up e Reign of Blows (sul nono volume denominato Hinges).
Dopo essere stato stampato su CD nel 1987 dalla stessa Virgin Records con gli undici brani del long playing originale e in aggiunta tre canzoni pubblicate soltanto sui tre singoli ricavati dall'album, e con la prima remasterizzazione del 2001 curata dallo stesso Partridge per la sua etichetta personale, la Ape House, nel corso del 2010 il catalogo della band è stato ristampato, un album alla volta, sotto forma di edizioni deluxe incentrati su nuovi missaggi stereofonici e audio surround a cinque canali curati da Steven Wilson. Nel 2017 si diffuse la notizia della perdita dei nastri multitraccia per The Big Express, rendendo impossibile un accurato remissaggio dell'album. Partridge in quell'occasione ha dichiarato che i nastri «non sono stati ancora cercati» e che «dobbiamo pagare qualsiasi cifra per intraprendere ricerche per riuscire a trovarli.»

## Tracce
Lato A
Testi e musiche di Andy Partridge e, per Wake Up, Colin Moulding.
1. Wake Up (pubblicato successivamente anche come singolo in formato 7 pollici ma senza nessun brano sul lato B) – 4:40
2. All You Pretty Girls – 3:40
3. Shake You Donkey Up – 4:19
4. Seagulls Screaming Kiss Her Kiss Her – 3:50
5. This World Over – 5:37

Durata totale: 22:06
Lato B
Testi e musiche di Andy Partridge e, per I Remember The Sun, Colin Moulding.
1. (The Everyday Story of) Smalltown – 3:53
2. I Bought Myself A Liarbird – 2:49
3. Reign Of Blows (Vote No Violence!) – 3:27
4. You're the Wish You're I Had – 3:17
5. I Remember the Sun – 3:10
6. Train Running Low on Soul Coal – 5:08

Durata totale: 21:44
CD bonus tracks
Testi e musiche di Andy Partridge e, per Washaway, Colin Moulding.
1. Red Brick Dream (lato B del singolo All You Pretty Girls originariamente pubblicato in formato maxi-single a 12 pollici) – 2:03
2. Washaway (lato B del singolo All You Pretty Girls originariamente pubblicato in formato a 7 pollici) – 3:01
3. Blue Overall (lato B del singolo This World Over originariamente pubblicato in formato a 7 pollici) – 4:25

Durata totale: 9:29

## Formazione

### Componenti degli XTC
- Andy Partridge – voce, chitarra elettrica, LinnDrum e armonica a bocca
- Colin Moulding – voce e basso
- Dave Gregory – chitarra elettrica, pianoforte, mellotron e sintetizzatore

### Musicisti e personale aggiunto
- Pete Phipps – batteria, percussioni
- Stuart Gordon – violino e viola
- Annie Huchrak –voce del coro femminile in Wake Up
- Steve Saunders – Eufonio in Seagulls Screaming Kiss Her Kiss Her
- Phil Thornalley – ingegnere del suono al RAK Studio Due

## Classifiche
| Classifica  | Posizione |
| ----------- | --------- |
| Regno Unito | 38        |
| Classifica  | Posizione |
| Stati Uniti | 178       |
| Classifica  | Posizione |
| Svezia      | 31        |